# Бурлацкая улица (Тольятти)
Улица Бурлацкая — улица в Тольятти, проходящая по полуострову Копылово.
Покрытие проезжей части асфальтовое, ширина — 2 полосы, уличное освещение отсутствует. В конце 2011 года был произведён капитальный ремонт улицы.
Западное окончание улицы выходит непосредственно на федеральную трассу M5 «Урал».

## История
Автодорога была построена в 1960-е годы для проезда к многочисленным дачным массивам полуострова Копылово, а также турбазам и лагерям отдыха, расположенным в восточной его части. Улица завершается на пляжной косе полуострова.
Официальное название улица приобрела лишь 20 февраля 2007 года. Решением топонимической комиссии при городской думе Тольятти улицу назвали Бурлацкой — в память о бурлаках на Волге.

### Разрушение и восстановительные работы
Первоначально улица имела асфальтовое покрытие и имела ширину 2 полосы; однако, в силу практически отсутствовавшего берегоукрепления (лишь вдоль водохранилища Жигулёвской ГЭС были установлены плиты, привезённые и установленные по собственной инициативе владельцами местных туристических баз и дачных кооперативов, чтобы уменьшить размытие берега), вода постепенно размыла часть дороги, к концу 2000-х годов превратив её де-факто в однополосную (было разрушено 30 % площади дорожного покрытия) и сделав передвижение по улице опасным, в том числе в связи с постоянной угрозой обрушения значительной части автомобильной дороги вместе с проезжающим по ней автотранспортом. В связи с этим городские власти в конце 2010 года приняли решение о восстановлении улицы, к тому времени уже получившей своё официальное название, и об укреплении дамбы. Специалисты начали восстановительные работы (включавшие укрепление улицы бетонными подпорными стенами с обеих сторон и расширение её более чем в 2 раза, до ширины проезжей части 7 м с метровыми обочинами) 10 октября 2011 года, которые по плану должны были завершить 30 ноября того же года. В Департаменте дорожного хозяйства и связи Тольятти положительно оценили качество практически завершённых восстановительных работ, по состоянию на 23 ноября охарактеризовав качество уже проделанного объёма работ как «впечатляющее».
Общая протяженность улицы составляет 9225 метров.

## Нумерация
Нумерация улицы в настоящее время не определена.